# 玉琮王
玉琮王是1986年在浙江省余杭县反山12号墓出土的玉琮，为礼器或財富象征，是新石器時代良渚文化的玉琮之首，故称“玉琮王”。现藏浙江省博物馆。

## 形制
這件玉琮呈黄白色，有规则的暗黃色瑕斑，纹饰繁復精致。形為方柱体，内圆外方，通高8.8厘米，上下端为圆面的射，射径17.1至17.6厘米，正中有对钻圆孔，孔径4.9厘米。重達6500克。

## 用途
根據《周禮》和《說文解字》的記載，琮是一种玉制礼器，用來祭祀地神。良渚文化玉琮之内圆外方、中有圓孔的形制，可能是先民“天圆地方”宇宙观的体现。